# И богати плачу
И богати плачу (шп. Los ricos tambien lloran) мексичка је теленовела, продукцијске куће Телевиса, снимана 1979.
У Србији је премијерно приказивана током 1991. и 1992. на Трећем каналу Радио-телевизије Србије.
Током 1995. и 1996. ТВ Палма је репризирала епизоде приказане на Трећем каналу, али и премијерно приказивала нове. Након тога серија је репризирана на ТВ Палма и осталим локалним телевизијама.

## Синопсис
Маријана Виљареал остала је без дома, јер јој је умро отац, а маћеха преузела његову хацијенду. Девојка бежи у Мексико, а свештеник моли милионера дон Алберта Салватијера да о њој води рачуна. Дон Алберто је прихвата као своје дете и брине се о Маријани, док његов син Луис Алберто, иначе женскарош, покушава да је заведе. Луис Албертова далека рођака Естер досељава се у вилу Салватјерових са намером да се уда за њега. Ипак, иако то није планирао, Луис Алберто се лудо заљубљује у Маријану. Љубав га тера да живот мења из корена.

## Улоге
| Глумац:          | Улога:        |
| ---------------- | ------------- |
| Вероника Кастро  | Маријана      |
| Рохелио Гера     | Луис Алберто  |
| Росио Банкелс    | Естер         |
| Кристин Бач      | Џоана         |
| Рафаел Банкелс   | Отац Адријан  |
| Аугусто Бенедико | Дон Алберто   |
| Гиљермо Капетиљо | Бето          |
| Ада Караско      | Фелипа        |
| Естела Чакон     | Вирхинија     |
| Аурора Клавел    | Мама Чоле     |
| Едит Гонзалез    | Марија Исабел |
| Алисија Родригез | Доња Елена    |
| Јоланда Мерида   | Рамона        |
| Рикардо Кортес   | Хуан Мануел   |
| Марина Дорел     | Сара          |
| Артуро Лорка     | Хаиме         |
| Магда Халер      | Доња Росарио  |
| Роберта          | Роберта       |
| Колумба Домингез | Марија        |
| Марилу Елизага   | Елена         |
| Кони де ла Мора  | Патрисија     |
| Мануел Гизар     | Др Франсиско  |
| Флор Прокуна     | Ирма          |
| Мигел Палмер     | Дијего #1     |
| Фернандо Лухан   | Дијего #2     |
| Карлос Фернандез | Карлос        |
| Карлос Камара    | Фернандо      |